# São Vicente do Sul
São Vicente do Sul é um município brasileiro do estado do Rio Grande do Sul. A cidade é conhecida como a Terra Doce do Centro-Oeste Gaúcho. São Vicente do Sul está localizado no Vale do Jaguari e você irá conhecer paisagens de campo belíssimas com a Serra de São Miguel ao fundo ou ainda o Cerro do Loreto no horizonte além das pastagens, à oeste onde o sol se põe.

## História

### Cronologia
- Em 1682 os padres missioneiros reergueram novas missões, dando início aos Sete Povos da Banda Oriental do Uruguai, contando com numerosos rebanhos para o sustento da população. Assim, passam a dividir o RS em grandes estâncias, sendo fundada a Estância de São Vicente, pertencendo ao povo de São Miguel. Os ataques às missões jesuíticas continuaram até por volta de 1801, com a total destruição das aldeias. Era o fim das Missões.  Após a expulsão dos jesuítas, parte do vale de São Vicente passou a ser ocupada por estancieiros portugueses. Mais tarde, com a Revolução Farroupilha, migraram para São Vicente indígenas de outras reduções, que vieram se juntar aos que ali existiam. Instalaram-se em pequenos ranchos em Cavajuretã, Loreto, São Pedro do Ibicuí e na região hoje conhecida como Timbaúva dos Mellos e ao redor da atual cidade de São Vicente do Sul.  O povoado foi primeiramente denominado de São Vicente, pelos jesuítas, devido à imagem de São Vicente Ferrer, padroeiro da estância jesuítica, trazida por eles, hoje na Igreja Matriz. Em 1944, por interesses políticos , passou a denominar-se General Vargas, em homenagem a Manoel do Nascimento Vargas, pai do presidente da República Getúlio Vargas. Em 1969, voltou chamar-se São Vicente e para distingui-lo do seu nome onomástico de São Paulo, São Vicente do Sul.

### Sinal de televisão
São Vicente do Sul tem abrangência da RBS TV Santa Maria, sinal aberto HDTV (9.1 digital / 24 UHF), SBT RS (28.1 digital / 28 UHF), Record RS (18.1 digital / 21 UHF), TV Brasil (2.1 digital / 36 UHF), Canal Gov (2.2 digital / 36 UHF), Canal Educação (2.3 digital / 36 UHF), Canal Saúde (2.4 digital / 36 UHF), TV Câmara (10.1 digital / 31 UHF), TV AL RS (10.2 digital / 31 UHF), TV Senado (10.3 digital / 31 UHF), Rádio Câmara ( 10.4 digital / 31 UHF). 

### Emissoras de rádio
- Rádio Nova Manhã 92.3 FM
- Rádio São Vicente 106.3 FM

### Prefeitura Municipal de São Vicente do Sul
Endereço:
Rua Gen. João Antônio, 1305, Bairro Centro 
São Vicente do Sul/RS, CEP 97420-000
O município de São Vicente do Sul está localizado na Depressão Central. Limita-se ao norte com o município de Jaguari; ao sul, com Cacequi; a leste, com São Pedro do Sul e Mata; e a oeste, com São Francisco de Assis e Alegrete. Possui clima temperado. Localiza-se a uma latitude 29º41'30" sul e a uma longitude 54º40'46" oeste, estando a uma altitude de 129 metros. Sua população estimada em 2010 era de 8 440 habitantes, com predominância das etnias alemã, italiana, indígena e portuguesa.
Estrutura Administrativas
É composta por Gabinetes, outros Setores e Secretarias.
Gabinetes
Gabinete do Prefeito
Gabinete do Vice-Prefeito
Outros Setores
Hospital Municipal;
Unidades básicas de Saúde;
FASEM;
Assessoria Jurídica;
Assessoria da Comunicação;
Coordenadoria de Tecnologia da Informação;
Setor de Compras Contratos e Licitações;
Setor de Engenharia;
Setor de Tributos Municipais;
Centro de Diagnóstico por imagem;
Secretarias
Secretária Municipal de Administração;
Secretária Municipal de Desenvolvimento Agropecuário e Meio Ambiente;
Secretaria Municipal de Desenvolvimento Social, cidadania e Habitação; 
Secretaria Municipal de Educação;
Secretaria Municipal de Finanças;
Secretaria Municipal de Indústria, Comércio, Turismo, Cultura e Desporto;
Secretaria Municipal de Obras e Saneamento;
Secretaria Municipal de Planejamento;
Secretaria Municipal de Saúde;

### Câmara Municipal de São Vicente do Sul:
A Câmara Municipal de Vereadores de São Vicente do Sul, localizada no Rio Grande do Sul, representa o poder legislativo no âmbito municipal. Sua função primordial é a elaboração de leis que regulam a vida local, a fiscalização das ações do Poder Executivo (Prefeitura) e a representação dos interesses dos cidadãos vicentenses. A eficácia e a transparência de suas operações são pilares fundamentais para a governança democrática e a prestação de contas à comunidade.
A presença digital da Câmara é um aspecto crucial de sua interação com o público. O site oficial, Câmara de Vereadores de São Vicente do Sul, serve como o principal ponto de acesso para informações institucionais e operacionais. Esta plataforma digital não é apenas uma vitrine, mas um reflexo de um compromisso subjacente com a abertura e a acessibilidade da informação pública. 
A estruturação do conteúdo, que inclui portais dedicados à transparência e serviços de informação municipal, demonstra uma abordagem proativa na disponibilização de dados detalhados sobre orçamentos, despesas e salários. Esta iniciativa vai além da mera conformidade legal, buscando ativamente fomentar uma cidadania informada, o que pode fortalecer a supervisão cívica e a confiança pública na administração local. 
Horário de Atendimento
Segunda - Sexta
07:30 - 13:30
Horário das Sessões
Segunda
18:00
Email de contato: secretaria@camarasaovicentedosul.rs.gov.br
Praça Central
História da Praça Borges de Medeiros
A Praça Borges de Medeiros é o principal espaço público e cartão-postal de São Vicente do Sul.  Sua história está intimamente ligada ao Coreto central, cuja construção teve início em 1922, como parte das celebrações do centenário da Independência do Brasil.  A obra foi idealizada durante a gestão do intendente Armando Vitorino Prates, membro do Partido Republicano Riograndense (PRR).
O Coreto: Símbolo Histórico e Cultural
O Coreto da praça é uma estrutura arquitetônica que combina elementos dos estilos neoclássico e art nouveau.  Construído por um mestre italiano, utilizou peças trazidas diretamente da Europa.  Além de sua função estética e cultural, o Coreto foi originalmente concebido para servir como fonte e reservatório de água para os moradores da região central da cidade.
Reformas e Investimentos Recentes

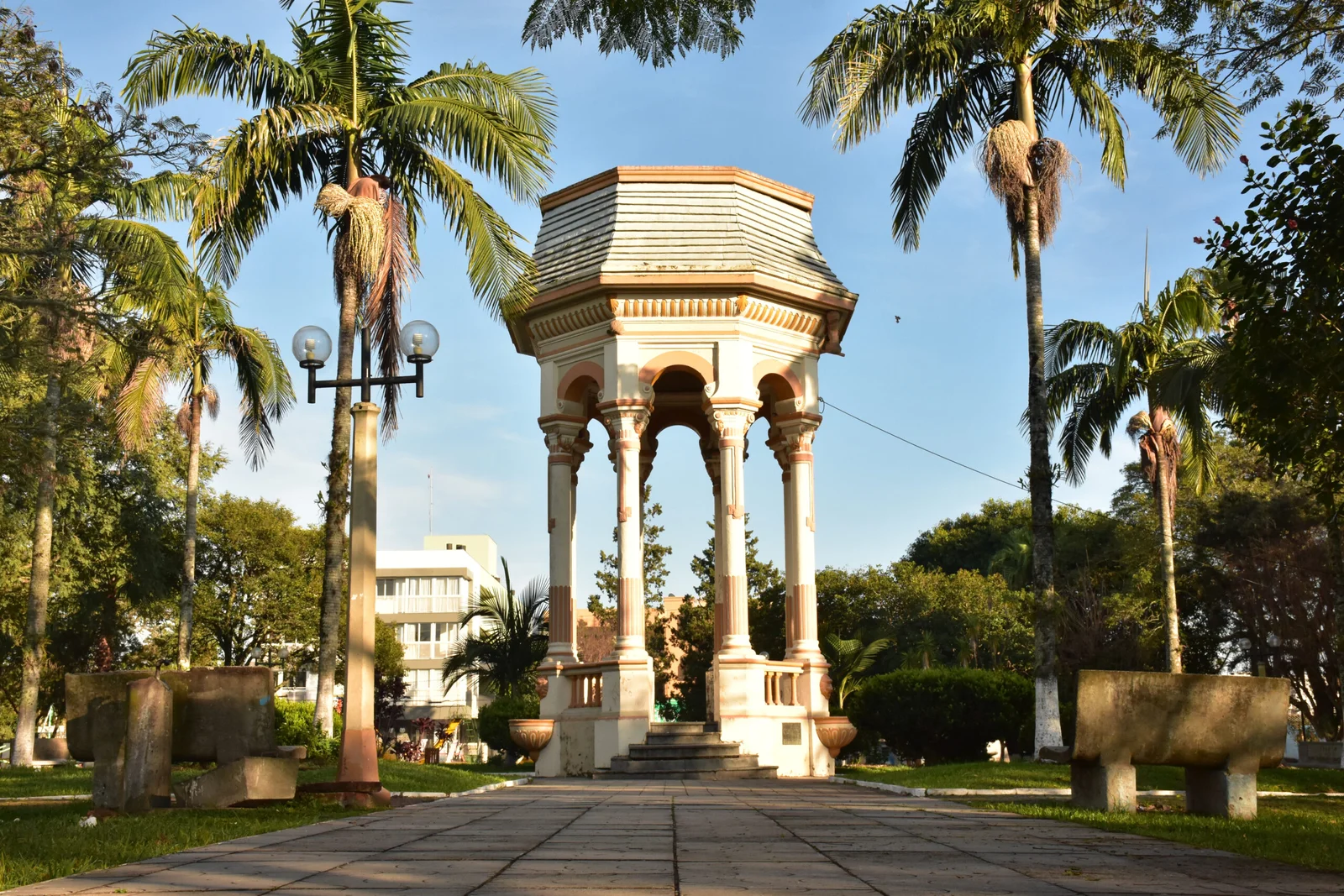

Nos últimos anos, a Praça Borges de Medeiros passou por diversas melhorias: 
2021: Iniciaram-se obras de reforma do Coreto, incluindo pintura antipichação e adequações necessárias.  Além disso, foi realizada a limpeza dos bancos da praça  .
2021: O Coreto recebeu uma nova iluminação com refletores de LED coloridos, adquiridos com recursos próprios do município.  Essa melhoria visa atrair novos visitantes e valorizar o ponto turístico  .
Importância Cultural e Turística
A Praça Borges de Medeiros é um dos principais pontos turísticos de São Vicente do Sul.  Além do Coreto, a praça abriga a Igreja Matriz São Vicente Ferrer e é um local de encontro para eventos culturais e comunitários.  Sua relevância histórica e cultural foi destacada na III Mostra de Turismo da Região Central, onde o Coreto foi apresentado como símbolo do município 
Referências
https://www.caminhodasorigens.com.br/caminho-das-origens/coreto-da-praca-borges-de-medeiros/?utm_source
https://saovicentedosul.rs.gov.br/site/2024/10/23/praca-borges-de-medeiros-e-ginasio-de-esportes-receberao-melhorias/?utm_source
https://claudemirpereira.com.br/2021/12/sao-vicente-do-sul-coreto-quase-centenario-na-praca-borges-de-medeiros-recebe-iluminacao-de-led/?utm_source
Igreja Matriz São Vicente Ferrer
Localizada na Rua Manoel Cipriano D´Ávila número 868 a atual Igreja Matriz de São Vicente do Sul foi erguida em 1945, onde antes havia uma capela da redução de São José e homenageia São Vicente Ferrer, santo que veio junto com os jesuítas. Na Igreja encontra-se a imagem do santo padroeiro, assim como São Miguel e do Arcanjo São Rafael. A Igreja pertence à Arquidiocese de Santa Maria, a qual envia orientações regularmente e eventualmente faz visitas. 
O Dia do Padroeiro é comemorado em 5 de abril, neste mesmo mês e em homenagem a São Vicente Ferrer é realizada a Festa do Padroeiro, onde são realizadas missas e venda de comidas em prol da Igreja. A Igreja é considerada um Patrimônio Histórico da cidade e participa ativamente da vida comunitária, através da Pastoral da Criança. Segundo relatos populares, ao construírem uma propriedade, ao lado da Igreja, foram encontrados objetos indígenas.

Hospital São Vicente Ferrer

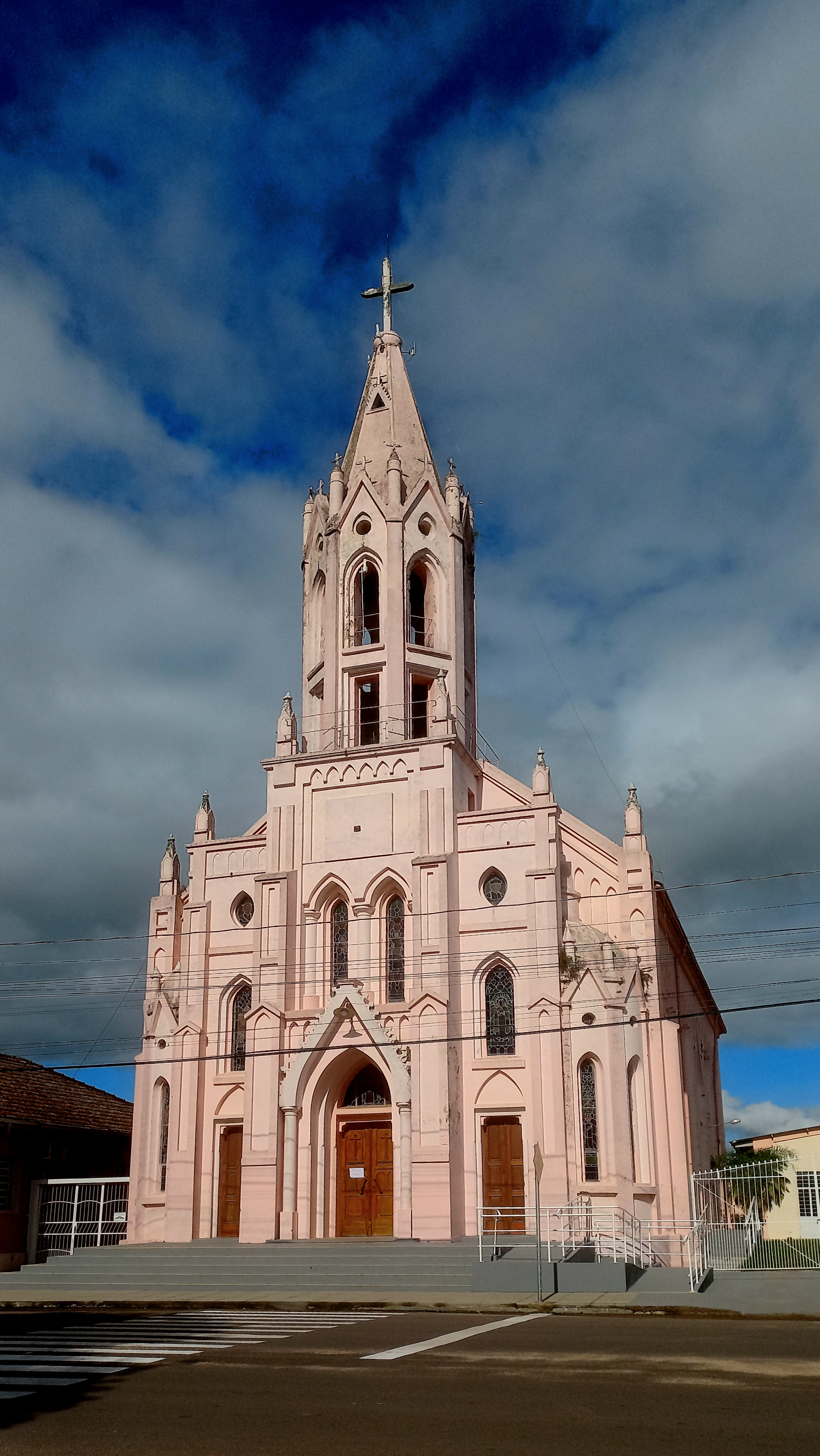
Igreja Matriz São Vicente Ferrer

Localizado na Rua Antônio Gomes, 1116 o telefone para contato é 0800 000 43 77 - Ramal 301 e possui atendimento 24h. 
Postos de Saúde
Centro de Saúde Dra. Daily Buss Cecconi
Breve história: O posto de saúde foi fundado depois do Hospital São Vicente Ferrer, pelo Dr. Ayres José Cecconi. Antes de sua criação, os atendimentos eram oferecidos no Grupo Escolar Borges do Canto pela 4ª Coordenadoria Regional de Saúde. Na época, a Administração Municipal, juntamente com o Governo do Estado, idealizou duas unidades de saúde na zona rural: uma no Loreto e outra em Cavajuretã, tornando assim, São Vicente do Sul o primeiro município do estado a ter atendimento em saúde na zona rural. Em 2016, com recursos do Programa Requalifica Unidade Básica de Saúde do Governo Federal, o então posto de saúde passou por uma reforma e qualificação das instalações, transformado assim, em Centro de Saúde Dra. Daily Buss Cecconi. 
Atualmente: o Centro de Saúde Dra. Daily Buss Cecconi conta com  a Estratégia de Saúde Centro, que tem cerca de 4.248 pessoas assistidas e oferece serviço de Atenção Básica à comunidade prestado por enfermeiras, técnicos em enfermagem, médicos, dentista e auxiliar de saúde bucal. Além disso, a ESF conta também com Agentes Comunitários de Saúde. 
Junto ao Centro de Saúde Dra. Daily Buss Cecconi também fica localizada a Farmácia Básica Municipal, a Sala de Vacinas e o Setor Administrativo de Regulação e de Transportes. Localizado na Rua  7 de Setembro, 815.  Horário de Atendimento: 8h às 12h e das 13h às 17h. Telefone para contato: 0800 000 4377, Ramais: Recepção: 315, Agente Comunitário de Saúde: 316, Farmácia: 318, Regulação: 320, Transporte: 321, Sala de Vacina: 322. Instagram: @esf.centrosvs.
Posto de Saúde - UBS Lauro Prestes
Breve história: a Unidade Básica de Saúde Lauro Prestes foi criada na administração do Prefeito Paulo Roberto Cecconi Deon, logo após a criação da Escola Dr. Ayres Cecconi localizada no mesmo bairro. Em 2015, também com recursos do Programa Requalifica Unidade Básica de Saúde do Governo Federal, passou por uma reforma, ampliação e qualificação das suas instalações. 
Atualmente: a Estratégia da Família Lauro Prestes têm vinculada cerca de 1.896 pessoas e presta serviços da Atenção Básica através de enfermeira, técnicos em enfermagem, médico, dentista, auxiliar de saúde bucal e agente comunitário de saúde. Endereço: Rua Lauro Prestes, nº 615. Horário de Atendimento: 8h às 12h e das 13h às 17h. Contato: 0800 000 4377 - Ramal 316 / (55) 996892851. Facebook: Esf Lauro Prestes
Posto de Saúde - UBS Dr. Fernando Pahim
Breve história: A Unidade Básica de Saúde Dr. Fernando Pahim está localizada na Rua José Loy de Menezes, nº 1325, no Bairro Dr. Fernando Pahim. Foi fundada  na administração do então prefeito Dr. Fernando Pahim e no ano de 2015, assim como a UBS Lauro Prestes, através do Programa Requalifica UBS do Governo Federal, também passou por uma reforma e qualificação das suas instalações. 
Atualmente: a ESF Vila Rica assiste cerca de 2.594 pessoas, do Bairro Dr. Fernando Pahim, Bairro Novo Horizonte, Rua Antero Xavier, Rua 20 de Setembro e das demais localidades: Rincão dos Flores, Balneário Passo do Umbu, Estrada 28, Ibirocay, São Rafael, Picada dos Farrapos e Loreto. Presta serviço de Atenção Básica com uma equipe de enfermeira, técnico em enfermagem, médico, dentista, auxiliar de saúde bucal e agente comunitário de saúde. Endereço: Rua José Loy de Menezes, 1325. Horário de Atendimento: 8h às 12h e das 13h às 17h. Telefone: 0800 000 4377 Ramal 324. Instagram: @esf.vilarica

Instituto Federal Farroupilha - Campus São Vicente do Sul
História IFFAR-SVS
O campus foi fundado em 1954 como uma escola agrícola federal, voltada à formação técnica no setor agropecuário. 
Em 2008, com a promulgação da Lei nº 11.892, que criou os Institutos Federais de Educação, Ciência e Tecnologia, a instituição foi integrada ao Instituto Federal Farroupilha (IFFar), consolidando-se como um dos campi pioneiros da rede. Junto ao campus de Alegrete, é uma das unidades mais antigas do IFFar.  
Hoje o Campus conta com a aproximadamente 2.500 alunos.
Estrutura e Localização
O campus está situado na Rua 20 de Setembro, nº 2616, no município de São Vicente do Sul, com CEP 97420-000. A instituição conta com uma infraestrutura que inclui laboratórios, salas de aula, biblioteca e áreas experimentais voltadas ao ensino, pesquisa e extensão.
Cursos Ofertados
O IFFar-SVS oferece uma variedade de cursos nos níveis técnico, superior e de pós-graduação: 
Cursos Técnicos Integrados ao Ensino Médio:
	 Administração
	 Agropecuária
	 Alimentos
	 Manutenção e Suporte em Informática 
Cursos Superiores:
	 Bacharelado em Administração
	 Bacharelado em Agronomia
	 Tecnologia em Análise e Desenvolvimento de Sistemas
	 Tecnologia em Gestão Pública
	 Licenciatura em Ciências Biológicas
	 Licenciatura em Pedagogia 
	 Pós-graduação:
	 Especializações lato sensu em áreas como Educação e Gestão Pública. 

Pesquisa, Extensão e Cultura
O campus desenvolve projetos de pesquisa e extensão voltados ao desenvolvimento regional, com foco nas áreas de agricultura, educação e tecnologia. Além disso, promove atividades culturais, como a Invernada Artística, que valoriza as tradições gaúchas e integra a comunidade acadêmica e local.  
Contato e Redes Sociais
	 Site institucional: www.iffarroupilha.edu.br/sao-vicente-do-sul
	 Instagram: @iffarroupilhasvs
	 Facebook: facebook.com/iffarroupilhasvs
	 E-mail: gabinete.svs@iffarroupilha.edu.br
	 Telefone: (55) 99641-4563
Referências IFFAR-SVS: 
https://www.iffarroupilha.edu.br/sao-vicente-do-sul

### Comércio de São Vicente do Sul
O comércio é um pilar fundamental da economia de São Vicente do Sul, servindo de suporte tanto para a área urbana quanto para a vasta zona rural do município. Ele reflete as necessidades e o dia a dia da comunidade.
- Diversidade de Segmentos: Você encontrará uma gama variada de estabelecimentos, incluindo supermercados, farmácias, lojas de roupas, calçados, materiais de construção, agropecuárias, eletrônicos e móveis. Esses comércios são essenciais para abastecer a população local e os produtores rurais.
- Ponto Central: A rua 7 de setembro e suas ruas adjacentes geralmente concentram a maior parte das atividades comerciais, sendo o coração da cidade onde há maior movimento de pessoas e serviços.
- Serviços Locais: Além do comércio varejista, há também uma boa oferta de serviços como escritórios de contabilidade, advocacia, salões de beleza, oficinas mecânicas e agências bancárias, que são cruciais para o funcionamento da cidade.
- Apoio ao Agronegócio: Dada a forte vocação agropecuária da região, lojas de insumos agrícolas, veterinárias e revendas de máquinas e equipamentos para o campo são presença constante e vital no comércio local.

### Restaurantes e Bares de São Vicente do Sul
A oferta de restaurantes e bares em São Vicente do Sul atende tanto aos moradores quanto aos visitantes, oferecendo opções para diferentes gostos e momentos.
- Opções Gastronômicas: A culinária local costuma ter forte influência da tradição gaúcha, com churrascarias e restaurantes que oferecem pratos caseiros e regionais. Pizzarias, lancherias e confeitarias também são comuns, proporcionando alternativas para refeições rápidas ou lanches ( O Bar do Zé; Restaurante Giacomelli; Restaurante Minussi; Dentre outros.)
- Pontos de Encontro: Bares e pubs funcionam como importantes pontos de encontro social, especialmente à noite e nos fins de semana, onde amigos e famílias se reúnem para um happy hour, ouvir música ou simplesmente conversar ( tem as opções do Pillinxus Bar; O Absinto Bar; O Gordinho Bebidas; O Bar Renteria; Quiosque; Star Bits; Dentre outros)
- Ambiente Acolhedor: Muitos desses estabelecimentos buscam oferecer um ambiente familiar e acolhedor, refletindo o clima da cidade do interior.
- Destaques Locais: Para identificar os locais mais populares, seria interessante uma pesquisa no local ou com moradores, mas geralmente as lancherias e restaurantes tradicionais costumam ter seu público fiel

1. 1 2 3 4 5 6 7 8 9 10 11 12 13 14 15 16 17 18 19 20 21 22 23 24 25 26 27  Colaboração da Turma 18 do Curso de Gestão Pública do IFFarroupilha-São Vicente do Sul, em 26/06/2025
2. ↑  Colaboração da Turma 18 do Curso de Gestão Pública do IFFarroupilha-São Vicente do Sul, em 26/06/2025
3. ↑  Colaboração da Turma 18 do Curso de Gestão Pública do IFFarroupilha-São Vicente do Sul, em 26/06/2025
4. ↑  Colaboração da Turma 18 do Curso de Gestão Pública do IFFarroupilha-São Vicente do Sul, em 26/06/2025
5. ↑  Colaboração da Turma 18 do Curso de Gestão Pública do IFFarroupilha-São Vicente do Sul, em 26/06/2025.
6. ↑  Colaboração da Turma 18 do Curso de Gestão Pública do IFFarroupilha-São Vicente do Sul, em 26/06/2025.
7. ↑  Colaboração da Turma 18 do Curso de Gestão Pública do IFFarroupilha-São Vicente do Sul, em 26/06/2025.
8. ↑  Colaboração da Turma 18 do Curso de Gestão Pública do IFFarroupilha-São Vicente do Sul, em 26/06/2025.
9. ↑  Colaboração da Turma 18 do Curso de Gestão Pública do IFFarroupilha-São Vicente do Sul, em 26/06/2025.
10. ↑  Colaboração da Turma 18 do Curso de Gestão Pública do IFFarroupilha-São Vicente do Sul, em 26/06/2025.
11. ↑  Colaboração da Turma 18 do Curso de Gestão Pública do IFFarroupilha-São Vicente do Sul, em 26/06/2025.
12. ↑  Colaboração da Turma 18 do Curso de Gestão Pública do IFFarroupilha-São Vicente do Sul, em 26/06/2025.
13. ↑  Colaboração da Turma 18 do Curso de Gestão Pública do IFFarroupilha-São Vicente do Sul, em 26/06/2025.
14. ↑  Colaboração da Turma 18 do Curso de Gestão Pública do IFFarroupilha-São Vicente do Sul, em 26/06/2025.